# Thoracochromis brauschi
Thoracochromis brauschi är en fiskart som först beskrevs av Max Poll och Thys van den Audenaerde, 1965.  Thoracochromis brauschi ingår i släktet Thoracochromis och familjen Cichlidae. IUCN kategoriserar arten globalt som livskraftig. Inga underarter finns listade i Catalogue of Life.